# Dircenna immaculata
Dircenna immaculata är en fjärilsart som beskrevs av Richard Haensch 1903. Dircenna immaculata ingår i släktet Dircenna och familjen praktfjärilar. Inga underarter finns listade i Catalogue of Life.